# Jakob Nielsen (informàtic)
Jackob Nielsen (Copenhaguen, 1957) és un enginyer d'interfícies que va treballar a IBM, Bellcore i Sun Microsystems entre d'altres. Es considera que és un dels creadors del concepte d'usabilitat. El 1997 va publicar dos breus articles sobre com preparar textos per publicar-se en webs que han marcat des de llavors les pautes de la usabilitat.
És una de les persones més respectades a nivell mundial en usabilitat web, era conegut com a "gurú" de la usabilitat.

## Teoria
El primer dels dos articles abans citats que va escriure Nielsen és el següent:
| « | Sigues breu! (escriure a la web) | » |

Les tres principals directrius per escriure en un web són:
1. Brevetat. No s'ha d'escriure més del 50% de text del que s'utilitzaria en una publicació impresa.
2. Escriure’l de tal manera que es pugui veure en una ullada. Descartar els texts llargs.
3. Fer servir enllaços per distribuir la informació en diverses pàgines.

### Texts curts
La lectura per pantalla és aproximadament un 25% més lenta que la lectura sobre paper. Pels usuaris és molest llegir el text línia a línia a través de la pantalla. El resultat és que gairebé mai acaben per llegir el text sencer. També és sabuda la incomoditat de moure l'scroll per desplaçar-se pel text, així que aquesta és una raó més per fer texts curts.

### Escanejar el text amb els ulls
Perquè és tan dolorós llegir un text per pantalla i perquè fer-ho fomenta la impaciència a l'usuari. Els lectors no acostumen a llegir seqüències senceres de text sinó que analitzen el text en un cop d'ull i seleccionen els seus punts d'interès. És a dir, una paraula o frase clau, i ometen totes aquelles parts del text que no els interessen.
L'acció de llegir en diagonal (Skimming) en lloc de fer una lectura acurada és un fet demostrat i confirmat per nombrosos estudis d'usabilitat i és un dels trets que l'autor de webs ha de tenir en compte per tal d'escriure el text de tal manera que s'adapti a aquesta característica.
- L'estructura dels articles han de tenir dos o tres nivells de titulars. Aniuar els títols també ajuda els usuaris cecs que utilitzin lectors de pantalla.
- Posar text indicatiu als enllaços per tal que l'usuari sàpiga a on es dirigeix.
- Utilitzar el ressaltat i la negreta en les paraules clau importants del text per tal de captar l'atenció del lector.

### Estructura de l'hipertext
Per tal que el text no quedi sense contingut en fer-lo breu, és bo fer servir vincles a partir d'hipertexts en els quals en accedir-hi es pugui trobar una informació més extensa i detallada del que volem exposar, tal qual es faria en un escrit en paper sense restriccions, però relegant-la a pàgines secundàries. D'aquesta manera, no es penalitza l'usuari que no hi està interessat, i que només ha de llegir un breu resum explicatiu del contingut.
D'altra banda, l'hipertext no ha de servir com a divisor del text en qüestió, és a dir, no ha de ser una porta al fet de passar la pàgina, a manera de ‘continua a la pàgina 2’, sinó que ha de dividir la informació d'una manera coherent mostrant a continuació altres aspectes o enfocaments que es volen donar al contingut. Cada pàgina d'hipertext s'ha d'escriure d'acord amb el principi de piràmide inversa i començar amb un breu resum del contingut per tal que els lectors puguin captar l'essència de la pàgina sense la necessitat de llegir-la sencera.

## Publicacions
- Hypertext and Hypermedia (1990) (ISBN 0-12-518410-7)
- Usability Engineering (1993) (ISBN 0-12-518406-9)
- Designing Web Usability: The Practice of Simplicity (1999) (ISBN 1-56205-810-X)
- E-Commerce User Experience (2001) (ISBN 0-970-60720-2) (coautores: Rolf Molich, Carolyn Snyder, Susan Farrell)
- Homepage Usability: 50 Websites Deconstructed (2001) (ISBN 0-7357-1102-X) (coautor: Marie Tahir)
- Prioritizing Web Usability (2006) (ISBN 0-321-35031-6) (coautor: Hoa Loranger)
- Eyetracking Web Usability (2008) (ISBN 0-321-49836-4) (coautor: Kara Pernice)
- Mobile Usability (2012) (ISBN 0-321-88448-5) (coautor: Raluca Budiu)

Nielsen publica una columna quinzenal (Alertbox ISSN 1548-5552), sobre temes d'usabilitat actuals.